# José Fragomeni
José Fragomeni (São Gabriel-RS, Brasil, 16 de março de 1914 - Brasília-DF, 14 de fevereiro de 1984) foi um militar brasileiro.
Formou-se em 1936 na Escola Militar do Realengo, no Rio de Janeiro, onde também foi instrutor.
Participou do  Movimento Militar de 1964 e foi designado Comandante do 1º Regimento de Cavalaria de Guardas. Posteriormente, assumiu funções de liderança no Estado-Maior da Divisão Blindada, na 4ª Seção do Estado-Maior das Forças Armadas e no Gabinete do Ministro do Exército.
Comandou a Academia Militar das Agulhas Negras, entre 4 de fevereiro de 1971 e 19 de fevereiro de 1974.
No período de 29 de outubro de 1975 a 07 de dezembro de 1977, comandou a 2.ª Divisão de Exército, em São Paulo.
Em 1977, foi promovido a general-de-exército e, no ano seguinte, tornou-se comandante da Escola Superior de Guerra (ESG). Entre 10 de janeiro e 23 de julho de 1979, comandou o II Exército, em São Paulo.

Em 10 de agosto de 1979, assumiu o cargo de ministro do Superior Tribunal Militar, em Brasília, onde permaneceu até seu falecimento.